# Godzilla vs. Kong
Godzilla vs. Kong és una pel·lícula de monstres estatunidenca dirigida per Adam Wingard. Una seqüela de Godzilla: King of the Monsters i Kong: Skull Island, és la quarta pel·lícula de MonsterVerse de Legendary. La pel·lícula també és la 36a pel·lícula de la franquícia Godzilla, la 12a pel·lícula de la franquícia King Kong i la quarta pel·lícula de Godzilla produïda completament per un estudi de Hollywood.  La pel·lícula és protagonitzada per Alexander Skarsgård, Millie Bobby Brown, Rebecca Hall, Brian Tyree Henry, Shun Oguri, Eiza González, Julian Dennison, Kyle Chandler i Demián Bichir.
El projecte es va anunciar a l'octubre de 2015, quan Legendary va anunciar els plans d'un univers cinematogràfic compartit entre Godzilla i King Kong. La sala d'escriptors de la pel·lícula es va reunir el març de 2017 i Wingard va ser anunciat com a director el maig de 2017. La fotografia principal va començar el novembre del 2018 a Hawaii, Austràlia i Hong Kong i es va acabar l’abril del 2019. Després de retardar-se a partir de la data de llançament de novembre de 2020 a causa de la pandèmia COVID-19, Godzilla vs. Està previst que Kong s'estreni internacionalment el 26 de març de 2021 i als Estats Units el 31 de març, on s'estrenarà simultàniament als cinemes i a HBO Max. Ha estat subtitulada al català.

## Sinopsi
En un moment en què els monstres caminen per la Terra, la lluita de la humanitat pel seu futur posa a Godzilla i Kong en un curs de col·lisió que veurà a les dues forces més poderoses del planeta xocar en una batalla espectacular. Quan Monarch s'embarca en una perillosa missió en un terreny inexplorat i descobreix pistes sobre els orígens dels Titanes, una malvada conspiració humana amenaça amb esborrar a les criatures, tant bones com dolentes, de la faç de la terra per sempre.

## Repartiment
- Alexander Skarsgård com a Nathan Lind: geòleg que treballa estretament amb Kong. Skarsgård va descriure el seu personatge com un heroi reticent que "no és un alfa, un cul" i "llançat a aquesta situació tan perillosa i que definitivament no està preparat per a això".[6][7][8]
- Millie Bobby Brown com a Madison Russell: Mark i la filla de la difunta Emma. Mentre Godzilla i Kong es barallen, Madison segueix un viatge per decidir amb quina d'elles es posarà al costat.[9]
- Rebecca Hall com a Ilene Andrews: Hall va descriure la seva participació com a "aclaparadora" a causa del fet que la pel·lícula era el seu primer projecte després de l'embaràs, però va trobar l'experiència "emocionant".[10]
- Brian Tyree Henry com a Bernie Hayes
- Shun Oguri com a Ren Serizawa
- Eiza González com a Maya Simmons: González va descriure el seu paper de "dona molt intel·ligent darrere d'una empresa". També va descriure la pel·lícula com "una mica còmica".[11]
- Julian Dennison com a Josh Valentine
- Kyle Chandler com a Dr. Mark Russell
- Demián Bichir com a Walter Simmons

A més, Zhang Ziyi repeteix el seu paper de Godzilla: King of the Monsters, amb Van Marten com a ajudant. Kaylee Hottle apareix com a Jia. Lance Reddick i Jessica Henwick han participat en papers no divulgats, mentre que Hakeem Kae-Kazim apareix com a almirall Wilcox i Benjamin Rigby apareix com a operador de sonar.

## Producció
Crèdits de producció
- Adam Wingard - director
- Jay Ashenfelter - productor executiu
- Herbert W. Gains - productor executiu
- Dan Lin - productor executiu
- Roy Lee - productor executiu
- Yoshimitsu Banno - productor executiu (pòstum)
- Kenji Okuhira: productor executiu
- Jen Conroy: coproductora
- Tamara Kent: coproductora
- Owen Patterson: dissenyador de producció
- Tom Hammock - dissenyador de producció
- Ann Foley: dissenyadora de vestuari
- John "DJ" DesJardin - supervisor d'efectes visuals

### Desenvolupament
Al setembre de 2015, Legendary va traslladar Kong: Skull Island d’Universal a Warner Bros., cosa que va provocar l'especulació mediàtica que Godzilla i King Kong apareixerien junts en una pel·lícula. L'octubre de 2015, Legendary va confirmar que unirien Godzilla i King Kong a Godzilla vs. Kong, en el moment previst per al llançament del 29 de maig de 2020. Els plans llegendaris per crear una franquícia cinematogràfica compartida "centrada al voltant de Monarch" que "reuneixi Godzilla i Legendary's King Kong en un ecosistema d'altres superespècies gegants, tant clàssiques com noves". El productor Alex Garcia va confirmar que la pel·lícula no serà un remake de King Kong vs. Godzilla, afirmant, "la idea no és refer aquesta pel·lícula". Al maig de 2017, es va anunciar Adam Wingard com a director de Godzilla vs. Kong.
El juliol de 2017, Wingard va parlar sobre l'esquema creat per la sala d'escriptors i va afirmar: "Anem amb molt de detall a través de tots els personatges, els arcs que tenen, com es relacionen entre ells i, sobretot, com es relacionen els monstres i com els monstres es relacionen amb ells o els reflecteixen ". També va afirmar que ell i el seu equip aniran "bat a bat" a l'esquema, afirmant: "Així que una vegada més, és una discussió i sobre com es pot fer el més fort possible, de manera que quan Terry [Rossio] va a escriure el guió, té un desglossament definitiu de què incloure ". A l'agost de 2017, Wingard va parlar del seu enfocament dels monstres, afirmant:
"Realment vull que es prengui seriosament aquests personatges. Vull que s'inverti emocionalment, no només en els personatges humans, sinó en realitat en els monstres. És una pel·lícula de baralles de monstres massiva. Hi ha molts monstres que es tornen bojos l'un contra l'altre, però al final, vull que hi hagi un impuls emocional. Vull que hi inverteixis emocionalment. Crec que això serà el que farà que sigui genial ".
Wingard va expressar el seu desig que la pel·lícula tingués un guanyador definitiu, afirmant:
"Vull que hi hagi un guanyador. La pel·lícula original va ser molt divertida, però se sent una mica decepcionant que la pel·lícula no adopti una postura definitiva. La gent encara està debatent sobre qui va guanyar la pel·lícula original, ja se sap. Per tant, vull que la gent s'allunyi d’aquesta pel·lícula sentint que, d’acord, hi ha un guanyador ".
Wingard també va confirmar que la pel·lícula es relacionarà amb Godzilla: King of the Monsters, que se situarà en els temps moderns i que presentarà un "Kong més resistent, una mica més envellit".

### Escriure
El març de 2017, Legendary va reunir una sala d’escriptors per desenvolupar la història de Godzilla vs. Kong, amb Terry Rossio (que va escriure un primer guió no produït per a Godzilla de TriStar) dirigint un equip format per Patrick McKay, JD Payne, Lindsey Beer, Cat Vasko, TS Nowlin, Jack Paglen i J. Michael Straczynski. Sobre la seva experiència amb la sala d'escriptors, Rossio va afirmar:
Michael Dougherty i Zach Shields, el director i coescriptors de Godzilla: King of the Monsters, van proporcionar reescriptures per assegurar que certs temes de King of the Monsters es traslladessin i que alguns personatges estiguessin correctament desenvolupats. Dougherty va revelar com va escriure per als personatges del títol i com la pel·lícula tractaria les seves diferents interaccions amb la gent. Per a Kong, Dougherty va afirmar que la pel·lícula presentaria "aquells moments molt únics i fins i tot càlids" entre Kong i els humans, ja que han estat un element bàsic del personatge des de la pel·lícula de 1933. Per a Godzilla, la seva connexió amb els humans seria "més implícita", ja que poques vegades es mostra el seu costat més suau. Eric Pearson i Max Borenstein van rebre un guió per crèdit, mentre que Rossio, Dougherty i Shields van rebre un crèdit Story By.

### Fosa
El juny de 2017, es va anunciar que Ziyi Zhang s'havia unit a MonsterVerse de Legendary, tenint un paper "pivot" segons Godzilla: King of the Monsters i Godzilla vs. Kong. El juny de 2018, Julian Dennison va ser escollit al costat de Van Marten, mentre que Millie Bobby Brown i Kyle Chandler reproduirien els seus papers a Godzilla: King of the Monsters. Legendary també va enviar una oferta a Frances McDormand per a un paper. Al juliol de 2018, es va revelar que Danai Gurira estava en converses inicials per unir-se a la pel·lícula. L’octubre de 2018, Brian Tyree Henry, Demián Bichir, Alexander Skarsgård, Eiza González, i Rebecca Hall es van afegir al repartiment. Al novembre de 2018, es van emetre Jessica Henwick, Shun Oguri, i Lance Reddick, amb Oguri debutant a Hollywood. Tot i no haver estat confirmat per l'estudi, Gurira va ser nomenat breument entre el repartiment per Collider i ScreenGeek.

### Rodatge
La fotografia principal va començar el 12 de novembre de 2018 a Hawaii i Austràlia i s'esperava que finalitzés el febrer de 2019 amb el títol de treball Apex. La producció inicialment estava prevista per començar l’1 d’octubre de 2018. Per al rodatge de Hawaii, l'equip va filmar a l'USS Missouri, a Manoa Falls i al centre de Honolulu. La tripulació va establir un campament a la carretera de Kalanianaole, que havia estat tancat fins al 21 de novembre. Es van utilitzar equips locals i extres per a la pel·lícula. El gener de 2019 es va reprendre el rodatge a Gold Coast, Queensland, als estudis Village Roadshow durant 26 setmanes addicionals. Els llocs de rodatge a Austràlia incloïen Miami State High School i parts de Brisbane com el suburbi de Newstead, el centre comercial Chinatown a Fortitude Valley i el Wickham Terrace Car Park. L’abril de 2019, Wingard va confirmar a través d’ Instagram que el rodatge a Austràlia s'havia acabat. El mateix mes, Wingard va revelar Hong Kong com un dels llocs de rodatge finals i que la fotografia principal havia acabat.

### Música
El juny de 2020, Tom Holkenborg va ser anunciat com a compositor de la pel·lícula. Wingard es va reunir amb Holkenborg el 2018, a la qual va admetre haver escrit de manera recreativa música per a Godzilla anys abans perquè Holkenborg era fan. Holkenborg va començar a comunicar-se amb el director després, va ajustar el material i el va interpretar per al director, afirmant que Wingard estava "totalment enamorat". Holkenborg va demanar un bombo de deu peus de diàmetre, però el constructor només va poder reduir-lo fins a vuit peus. Igual que amb els tràilers anteriors de Legendary de Godzilla, es va utilitzar el " Rèquiem " de György Ligeti, seguit de "Here We Go" de Chris Classic.

## Alliberament

### Màrqueting
El maig de 2019 es va revelar el primer pòster promocional d’un full a la Licensing Expo. El juny de 2019, Warner Bros va projectar una primera mirada als expositors europeus a CineEurope. A l’agost del 2019, es va anunciar que Disruptor Beam desenvoluparà un joc per a mòbils que permetrà llançar la pel·lícula. Al desembre de 2019, es va revelar un breu clip durant una bobina de Warner Bros. a Comic Con Experience i, posteriorment, es va filtrar en línia. El gener de 2020, es van filtrar en línia imatges de la Fira de Joguines i Jocs de Hong Kong amb figures relacionades amb la pel·lícula. Al febrer de 2020, Toho i Legendary van anunciar el Godzilla vs. Programa de publicació de Kong i llicenciataris. Mitjançant el programa editorial, Legendary planeja llançar dues novel·les gràfiques, una seguint Godzilla i l’altra després de Kong, un llibre d’art, novel·lacions i un llibre infantil. Entre els llicenciats nomenats hi havia Playmates Toys, Bioworld, Rubies, Funko, 60Out i la companyia de realitat virtual.
L’abril del 2020 es van filtrar en línia imatges de figures de joguina que revelaven diferents formes de Godzilla i Kong i d’un nou monstre anomenat Nozuki. Al juliol de 2020, es van publicar en línia imatges de figures de Playmate i embalatges amb concept art. Al desembre de 2020, es van mostrar breus fragments de la pel·lícula durant Comic Con Experience. El gener de 2021, es van incloure imatges més breus en una vista prèvia de HBO Max. Aquell mateix mes es va publicar el primer pòster de presentació en línia, juntament amb la confirmació de la data de llançament del tràiler. El primer tràiler complet es va publicar el 24 de gener de 2021. Es va convertir en el debut més gran de Warner Bros en tráiler, amb 15,8 milions de visualitzacions a YouTube en 24 hores.

### Teatre i streaming
Godzilla vs. Kong està previst que s'estreni simultàniament als cinemes i a HBO Max el 31 de març de 2021 als Estats Units, mentre que s'estreni el 26 de març als mercats teatrals internacionals sense HBO Max. Serà distribuït teatralment a tot el món per Warner Bros. Fotos, excepte al Japó, on la distribuirà Toho el 14 de maig de 2021. WarnerMedia transmetrà la pel·lícula durant un mes a HBO Max als Estats Units. La pel·lícula es va retardar diverses vegades, i va ser programat prèviament per a ser llançat en 2020 el 13 de març, 22 de maig 29 de maig, 20 de Novembre i més tard va empènyer a el 21 de maig, 2021, i es va moure fins a l'26 de març, a causa de la COVID- 19 pandèmia. El febrer de 2020, Warner Bros. va organitzar una prova de prova sense avisar que va rebre una resposta "majoritàriament positiva".
El novembre de 2020, The Hollywood Reporter va confirmar que la pel·lícula s'estava considerant per a una versió en streaming. Netflix havia ofert 200-250 milions de dòlars però WarnerMedia va bloquejar l'acord a favor de la seva pròpia oferta per estrenar la pel·lícula a HBO Max. Tanmateix, Warner Bros. va reiterar que els seus plans de llançament al cinema continuaran tal com estava programat. El conseller delegat de WarnerMedia, Jason Kilar, i la presidenta de Warner Bros., Ann Sarnoff, estan considerant opcions que podrien incloure un llançament simultani de cinema i transmissió, una estratègia que Warner Bros. havia fet per a Wonder Woman 1984. Al desembre de 2020, Warner Bros. va anunciar que la pel·lícula, juntament amb els seus altres tentpols previstos per al 2021, tindran estrenes simultànies el mateix dia als cinemes i HBO Max, amb un accés d’un mes per a la seva estrena.
Una setmana després de l'anunci, Variety and Deadline Hollywood va informar que Legendary Entertainment, financers i talent amb ofertes de backend no estaven satisfets amb els plans de llançament múltiple de WarnerMedia i les intencions poc transparents. Al llegendari no se li va avisar prèviament de la decisió de llançament múltiple ni va donar cap paraula sobre com Dune i Godzilla vs. Kong es distribuiria. L'estudi tenia previst mantenir discussions amb Warner Bros. sobre un acord més "generós", tot i que es van plantejar accions legals. Unes setmanes més tard, Deadline va informar que la pel·lícula podria mantenir la seva estrena a HBO Max, però només si Warner Bros. coincideix amb l’oferta de Netflix de 250 milions de dòlars. El gener de 2021, The Hollywood Reporter va revelar que es va evitar una batalla legal a causa que Legendary i WarnerMedia s'acostaven a un acord per mantenir l'estrena simultània de la pel·lícula.